# ميروسلاف بيجيك
ميروسلاف بيجيك هو لاعب كرة قدم بوسني في مركز الهجوم، ولد في 16 فبراير 1986 في درفنتا في البوسنة والهرسك. لعب مع نادي زغرب ونادي لوكوموتيفا ونادي واريورز.

## وصلات خارجية
- ميروسلاف بيجيك على موقع قاعدة بيانات كرة القدم.إي يو (الإنجليزية)
- ميروسلاف بيجيك على موقع Soccerway.com (الإنجليزية)